# نورا وینسنت
نورا وینسنت (انگلیسی: Norah Vincent; ۲۰ سپتامبر ۱۹۶۸ – ۶ ژوئیهٔ ۲۰۲۲) نویسنده و روزنامه‌نگار اهل ایالات متحده آمریکا بود. او ستون‌نویس هفتگی لس آنجلس تایمز بود و برای مجله ادوکیت (مجله ال‌جی‌بی‌تی) نیز مطلب می‌نوشت. نوشته‌های او در نشریاتی مانند نیویورک تایمز، نیویورک پست، واشینگتن پست و نشریات دیگر منتشر شده بود.